# Львов, Фёдор Фёдорович
Фёдор Фёдорович Львов (20 августа [1 сентября] 1819, Санкт-Петербург — 31 марта [12 апреля] 1895, Москва) — русский живописец-пейзажист, последователь романтического академизма, заметная фигура в художественной жизни Петербурга первого пореформенного десятилетия, военный инженер по образованию; младший брат музыканта и композитора Алексея Львова. Секретарь Общества поощрения художников (1857–1863), почётный вольный общник (с 1847) и конференц-секретарь (1859–1864) Академии художеств, директор Строгановского училища в Москве (1885–1895), действительный статский советник (1877).

## Биография
Фёдор Фёдорович Львов родился в 1819 году в Петербурге, в семье директора Придворной певческой капеллы Ф. П. Львова и его второй жены Е. Н. Львовой, дочери известного архитектора Н. А. Львова. Семья Львовых была многочисленной — у Ф. П. Львова от двух браков было в общей сложности 18 детей. Ф. Ф. Львов, несмотря на интерес к искусству, получил инженерную специальность. В 1839 он окончил Главное инженерное училище и был произведён в офицеры гвардейского конно-пионерного дивизиона. В 25 лет — штабс-капитан лейб-гвардейского Егерского полка.
Согласно собственным воспоминаниям Львова, он с детства интересовался рисованием, и, с подачи отца, поощрявшего этот интерес, в 1830-е посещал рисовальные классы Академии художеств. По версии П. Н. Петрова (в «Вестнике изящных искусств», 1888), брал частные уроки у М. Н. Воробьева. В 1844 Львов вместе с братом А. Ф. Львовым совершил поездку в Германию, во время которой учился в Дрездене у живописца Куммера, но прервал обучение, отправившись в действующую армию. В 1845—1850 служил на Кавказе, участвовал в боях.
В 1847 за альбом акварельных видов Кавказа получил звание почётного вольного общника Академии художеств (в дальнейшем как художник-любитель Львов работал в технике акварели).
В 1849 участвовал в подавлении Венгерского восстания.
С 1850 служил в почтовом ведомстве (чиновник по особым поручениям при почтовом департаменте), под начальством  библиофила и любителя русской живописи Ф. И. Прянишникова.

### Секретарь ОПХ. Рисовальная школа
С 1857 до 1863 Львов — секретарь Общества поощрения художников. В 1858, когда в ведение ОПХ переходит относившаяся к Министерству финансов Рисовальная школа для вольноприходящих, Львов также становится попечителем школы, сменив на этой должности одного из её организаторов — К. Х. Рейссига. 
В годы директорства Львова, в 1858—1860 годах, Рисовальную школу посещал В. В. Верещагин. Львов помогал Верещагину и в пору учёбы в школе, и последующие годы. Верещагин говорит о Львове в своих воспоминаниях:  
|  | Не раз подходил и директор школы Ф. Ф. Львов, немного резкий в манерах и разговоре, но очень мне симпатичный — по манере держать себя он, видимо, принадлежал не к художникам-специалистам, а, скорее, к кругу людей, которых я встречал в обществе кузена Г.; все от учителей до учеников побаивались его, и он распоряжался совершенно самовластно и безапелляционно в школе.В. В. Верещагин. Детство и отрочество художника, 1895 |

### Конференц-секретарь Императорской Академии художеств

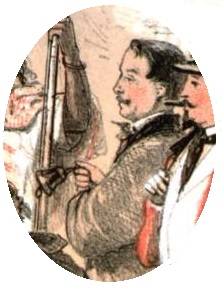
Ф. Ф. Львов на «Святках художников» (1860). Фрагмент карикатуры из «Русского художественного листка»

В 1859–1864 Львов исполнял обязанности конференц-секретаря Императорской Академии художеств. Вместе с князем Григорием Гагариным он разрабатывал принятый в 1859 году новый, «либеральный» устав Академии художеств.
Князь Гагарин, чьи убеждения и взгляды на академическое образование шли совершенно вразрез с существующими в то время порядками, желал изменения академического устава: писал об этом, говорил при дворе: великая княгиня Мария Николаевна разделяла его образ мыслей. Познакомившись с Львовым, секретарём Общества поощрения художеств князь Гагарин поручил ему составить проект нового устава Академии художеств. Новый устав был Высочайше утверждён (30 августа 1860 года) и прислан в Академию для руководства… Незадолго до утверждения устава графа Гагарина назначили вице-президентом Академии художеств, а Львова — конференц-секретарём Академии. По вступлении в должность Львову предстояло познакомиться с людьми, которых он знал только по имени. Все старые члены академии смотрели на него недружелюбно, видели в нём какого-то чиновника-реформатора, скрытничали перед ним и притворялись. Условия, на которых предполагалось возобновить Академию были приняты всеми старыми членами Академии весьма недружелюбно. Князь Гагарин был убеждён, что для пользы искусства нужно удалить из Академии всех прежних профессоров и устроить отдельные мастерские, по примеру французской Академии изящных искусств, где каждый профессор имеет свою мастерскую и принимает в ней учеников. Когда это желание стало известно, все старики профессора стали опасаться за свои казённые квартиры. Новый устав был прочтён в собрании Совета и был принят к исполнению. Князь Гагарин по свойству своего характера, не был в состоянии прибегнуть к крутым мерам…. Тогда все решили, что всё делается Львовым и, хотя он исполнял только желания и предписания князя Гагарина, всё неудовольствие, возбуждённое введением нового устава, обратилось на Львова, которого считали единственным виновником всего, что делалось в Академии.
В 1850-х Львов был участником, а затем и организатором «Художнических пятниц» — вечеров, проводившихся художниками, студентами и выпускниками Академии художеств. С 1857 Львов, секретарь ОПХ, а затем и попечитель перешедшей к ОПХ Рисовальной школы, проводил «пятницы» в использовавшихся Рисовальной школой и ОПХ помещениях таможни. В 1861, когда залы были заняты мануфактурной выставкой, собрания переместились в Академию художеств и стали называться «Академическими пятницами». Вечера, сперва проходившие в камерной обстановке, со временем привлекали всё большее внимание и стали популярным для посещения местом. Постепенно популярность «пятниц» росла, они привлекали всё больше участников, что привело к конфликтам и организационным и финансовым сложностям. В конечном счёте в начале 1863 «пятницы» были закрыты со скандалом.
В конце 1863 года в Академии произошёл так называемый «бунт четырнадцати», вскоре после которого Львов был отстранён от дел и вышел в отставку с должности конференц-секретаря.
Свой взгляд на конфликтную обстановку в Академии 1850—1860-х годов Львов изложил в воспоминаниях, опубликованных в 1880 году в журнале «Русская старина» под псевдонимом «Художник».
В 1865—1867 годах Львов становится уездным мировым судьей в Порховском уезде Псковской губернии. В этом же уезде находилась усадьба Хилово, принадлежавшая Балавинским, родственникам жены Львова (с 1862 Ф. Ф. Львов был женат на Анфисе Петровне Львовой, урождённой Балавинской, в первом браке Креницыной, писательнице).
С 1879 года Львов — вице-директор Лесного департамента Министерства государственных имуществ.

### Директор Строгановского училища технического рисования
В 1885 Львов становится директором Строгановского училища технического рисования. На этой должности он проявил себя как талантливый организатор, при нём в училище был преобразован учебный процесс, приглашены новые преподаватели. Благодаря стараниям Львова училищу были переданы здания бывшей усадьбы И. И. Воронцова на Рождественке.
Умер в Москве, похоронен на кладбище Донского монастыря. Надгробный монумент выполнен по проекту Д. П. Сухова и В. С. Бровского.

## Награды
- Орден Святой Анны 3-й ст. с бантом «за отличие в делах против горцев» (1845);
- Орден Святой Анны 2-й ст. (1853);
- Орден Святой Анны 2-й ст. с императорской короной (1853);
- Медаль «В память войны 1853—1856» на Андреевской ленте;
- Орден Святого Станислава 2-й ст. с императорской короной (1857);
- Орден Святого Владимира 4-й ст. (1862)[6].

## Комментарии
1. ↑  Сергей Станиславович Гадон, офицер Преображенского полка

## Публикации текстов
- Львов Ф. Ф. Воспоминания об Академии художеств 1859–1864 гг. / Художник // Русская старина : ежемесячное историческое издание. — СПб. : Тип. В. С. Балашева, 1880. — Т. 29, вып. 10 (октябрь). — С. 385–416.
- Львов Ф. Ф. Общество поощрения художников в 1850–1862 гг. : (из воспоминаний Ф. Ф. Львова) // Русская старина : ежемесячное историческое издание. — СПб. : Тип. В. С. Балашева, 1881. — Т. 31, вып. 8 (август). — С. 633—654.
- Львов Ф. Ф. Иван Павлович Брюллов, художник. 1817–1834 гг. : биографическая заметка // Русская старина : ежемесячное историческое издание. — СПб. : Тип. В. С. Балашева, 1882. — Т. 34, вып. 6 (июнь). — С. 793—794.